# چارلز جی. دی. رابرتس
چارلز جی. دی. رابرتس (انگلیسی: Charles G. D. Roberts؛ ۱۰ ژانویهٔ ۱۸۶۰ – ۲۶ نوامبر ۱۹۴۳) شاعر و نویسنده نثر اهل کانادا بود. وی یکی از نخستین نویسندگان کانادایی بود که به طور بین‌المللی شناخته شد.